# Pixel hunting

Esempio di Pixel hunting

Il pixel hunting ("caccia al pixel") è un fenomeno piuttosto frequente nei videogiochi 2D di vecchia generazione, che hanno risoluzione più bassa, e risulta particolarmente evidente soprattutto nelle avventure grafiche. Consiste nella difficoltà a trovare il punto giusto dove cliccare, o a capire cosa siano certi oggetti presenti nello scenario, a causa del basso numero di pixel che vengono utilizzati per dare forma agli scenari ed agli elementi che ne fanno parte. 
Ad esempio può essere particolarmente difficile trovare oggetti piccoli che spesso si confondono con lo scenario o che comunque non risaltano particolarmente, per via dell'imprecisione dell'immagine.
Numerosi esempi di pixel hunting si trovano in alcuni dei più famosi videogiochi della LucasArts come i primi capitoli della saga di Monkey Island o i giochi Indiana Jones e l'Ultima Crociata, Full Throttle e The Dig.